# Національний парк Піко-Базіле
Національний парк Піко Базіле (ісп. Parque nacional del Pico Basilé ) — заповідна територія зі статусом національного парку на острові Біоко в північній частині Екваторіальної Гвінеї, поблизу Гвінейської затоки, в Атлантичному океані. Він виділяється різноманітністю ландшафтів і рослинності, а особливо популяцією приматів, які знаходяться під загрозою через незаконне полювання. Хоча у 2007 році уряд цієї країни заборонив полювання на різноманітні види, міжнародні організації висловили стурбованість щодо невиконанням указу.
Парк названий на честь вершини Піко-Базіле, найвищої в Екваторіальній Гвінеї, висотою 3011 м. В адміністративному відношенні входить до юрисдикції провінції Біоко-Норте в Екваторіальній Гвінеї.
Національний парк займає площу 300 км²  і був офіційно заснований у 2000 році.
Уряд Екваторіальної Гвінеї вживає заходів для сприяння сталому полюванню в парку, що сприяло б розвитку місцевої сільської громади. 

## Тваринний світ
У парку живуть популяції мавпи Прейса, червоновухого гвенона, чорного колобуса, західного червоного колобуса та дрила, а також дуїкера Огілбі.
BirdLife International визнала парк важливою орнітологічною територією (IBA), оскільки тут живуть значні популяції птахів. Зокрема у парку зустрічаються камерунський оливковий голуб, астрильдик куций, маріка фернандеська, нектарник камерунський, затоківка бура, вівчарик чорноголовий, торо камерунський, жалібничка камерунська, цвіркач білохвостий та принія зелена.